# Kabinett Castillo

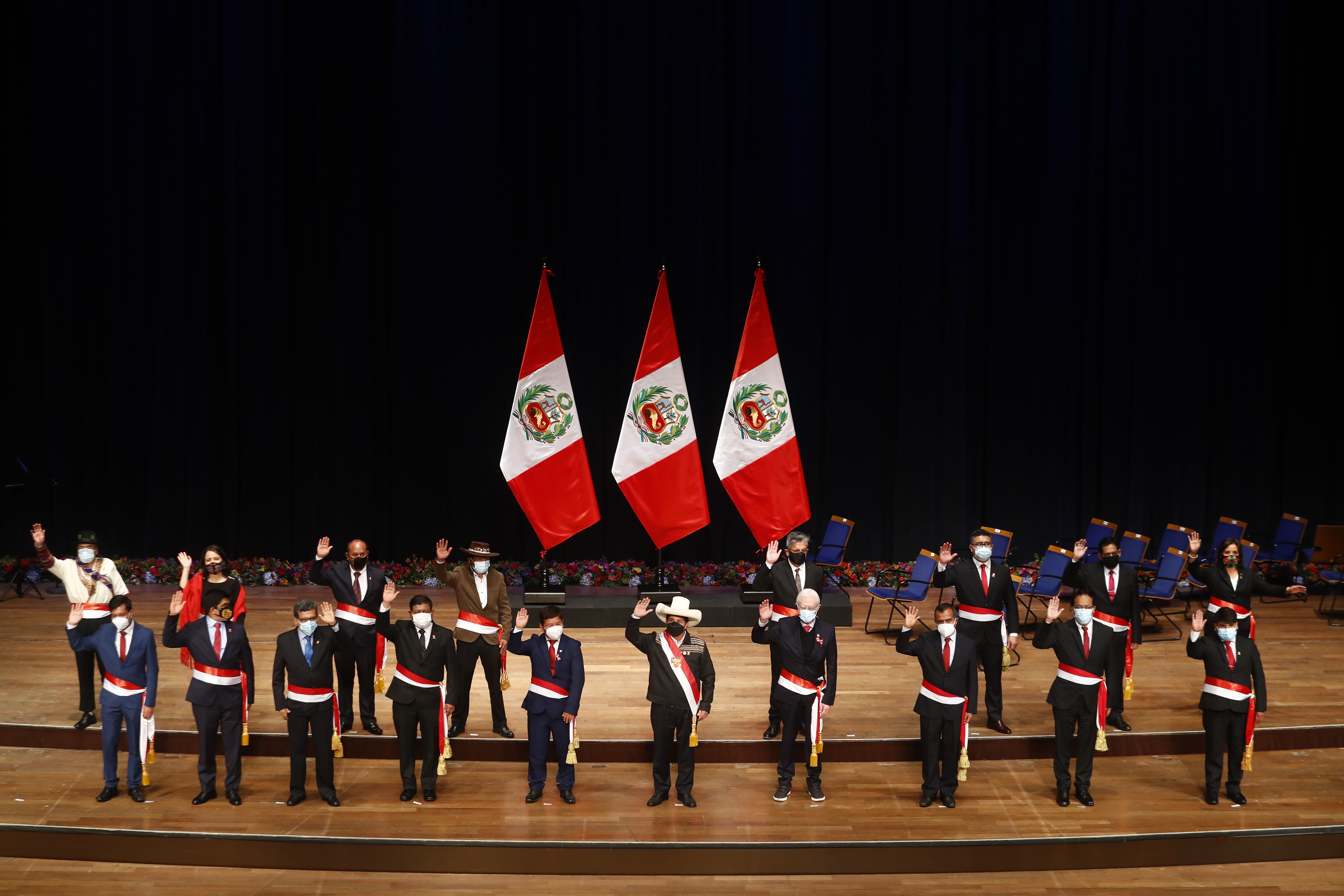
Das Kabinett im Juli 2021

Das Kabinett Castillo bildete vom 29. Juli 2021 bis zum 7. Dezember 2022 die Regierung von Peru. Es wurde nach den Wahlen in Peru 2021 gebildet. Am 7. Dezember 2022 wurde Präsident Pedro Castillo nach einem versuchten Staatsstreich vom Parlament abgesetzt. Damit endet auch die Amtszeit des Kabinett.

## Kabinettsmitglieder
| Amt                                                              | Bild | Name                     | Amtszeit                            |
| ---------------------------------------------------------------- | ---- | ------------------------ | ----------------------------------- |
| Staatspräsident                                                  |      | Pedro Castillo           | seit 28. Juli 2021                  |
| Vizepräsidentin Ministerin für Entwicklung und soziale Inklusion |      | Dina Boluarte            | seit 29. Juli 2021                  |
| Premierminister/in                                               |      | Guido Bellido            | 29. Juli 2021 – 6. Oktober 2021     |
| Premierminister/in                                               |      | Mirtha Vásquez           | 6. Oktober 2021 – 31. Januar 2022   |
| Premierminister/in                                               |      | Héctor Valer             | 1. Februar 2022 – 8. Februar 2022   |
| Premierminister/in                                               |      | Aníbal Torres            | seit 8. Februar 2022                |
| Außenminister                                                    |      | Héctor Béjar             | 29. Juli 2021 – 17. August 2021     |
| Außenminister                                                    |      | Óscar Maúrtua            | 20. August 2021 – 1. Februar 2022   |
| Außenminister                                                    |      | César Landa              | seit 1. Februar 2022                |
| Verteidigungsminister                                            |      | Walter Ayala             | 29. Juli 2021 – 15. November 2021   |
| Verteidigungsminister                                            |      | Juan Carrasco Millones   | 17. November 2021 – 1. Februar 2022 |
| Verteidigungsminister                                            |      | José Luis Gavidia        | seit 1. Februar 2022                |
| Minister für Wirtschaft und Finanzen                             |      | Pedro Francke            | 30. Juli 2021 – 1. Februar 2022     |
| Minister für Wirtschaft und Finanzen                             |      | Óscar Graham             | seit 1. Februar 2022                |
| Innenminister                                                    |      | Juan Carrasco            | 29. Juli 2021 – 6. Oktober 2021     |
| Innenminister                                                    |      | Luis Barranzuela         | 6. Oktober 2021 – 2. November 2021  |
| Innenminister                                                    |      | Avelino Guillén          | 4. November 2021 – 30. Januar 2022  |
| Innenminister                                                    |      | Alfonso Chávarry Estrada | seit 30. Januar 2022                |
| Minister für Justiz und Menschenrechte                           |      | Aníbal Torres            | 30. Juli 2021 – 8. Februar 2022     |
| Minister für Justiz und Menschenrechte                           |      | Ángel Yldefonso          | seit 8. Februar 2022                |
| Bildungsminister                                                 |      | Juan Cadillo             | 29. Juli 2021 – 6. Oktober 2021     |
| Bildungsminister                                                 |      | Carlos Gallardo Gómez    | 6. Oktober 2021 – 21. Dezember 2021 |
| Bildungsminister                                                 |      | Rosendo Serna            | seit 28. Dezember 2021              |
| Gesundheitsminister                                              |      | Hernando Cevallos        | 29. Juli 2021 – 8. Februar 2022     |
| Gesundheitsminister                                              |      | Hernán Condori           | seit 8. Februar 2022                |
| Minister für Landwirtschaft und Bewässerung                      |      | Víctor Maita             | 29. Juli 2021 – 1. Februar 2022     |
| Minister für Landwirtschaft und Bewässerung                      |      | Alberto Ramos            | 1. Februar 2022 – 8. Februar 2022   |
| Minister für Landwirtschaft und Bewässerung                      |      | Óscar Choquechambi       | seit 8. Februar 2022                |
| Minister/in für Arbeit und Beschäftigungsförderung               |      | Íber Maraví              | 29. Juli 2021 – 6. Oktober 2021     |
| Minister/in für Arbeit und Beschäftigungsförderung               |      | Betssy Chávez            | seit 6. Oktober 2021                |
| Produktionsminister                                              |      | Yván Quispe              | 29. Juli 2021 – 6. Oktober 2021     |
| Produktionsminister                                              |      | Roger Incio Sánchez      | 6. Oktober 2021 – 17. November 2021 |
| Produktionsminister                                              |      | Jorge Prado Palomino     | seit 17. November 2021              |
| Minister für Außenhandel und Tourismus                           |      | Roberto Sánchez Palomino | seit 29. Juli 2021                  |
| Minister/in für Energie und Bergbau                              |      | Iván Merino              | 29. Juli 2021 – 6. Oktober 2021     |
| Minister/in für Energie und Bergbau                              |      | Eduardo González Toro    | 6. Oktober 2021 – 1. Februar 2022   |
| Minister/in für Energie und Bergbau                              |      | Alessandra Herrera Jara  | 1. Februar 2022 – 8. Februar 2022   |
| Minister/in für Energie und Bergbau                              |      | Carlos Palacios Pérez    | seit 8. Februar 2022                |
| Minister für Verkehr und Kommunikation                           |      | Juan Silva Villegas      | seit 29. Juli 2021                  |
| Minister für Wohnungswesen, Bau und Hygiene                      |      | Geiner Alvarado          | seit 29. Juli 2021                  |
| Ministerin für Frauen und gefährdete Bevölkerungsgruppen         |      | Anahí Durand             | 29. Juli 2021 – 1. Februar 2022     |
| Ministerin für Frauen und gefährdete Bevölkerungsgruppen         |      | Katy Ugarte              | 1. Februar 2022 – 8. Februar 2022   |
| Ministerin für Frauen und gefährdete Bevölkerungsgruppen         |      | Diana Miloslavich        | seit 8. Februar 2022                |
| Umweltminister                                                   |      | Rubén Ramírez Mateo      | 29. Juli 2021 – 1. Februar 2022     |
| Umweltminister                                                   |      | Wilber Supo              | 1. Februar 2022 – 8. Februar 2022   |
| Umweltminister                                                   |      | Modesto Montoya          | seit 8. Februar 2022                |
| Kulturminister/in                                                |      | Ciro Gálvez              | 29. Juli 2021 – 6. Oktober 2021     |
| Kulturminister/in                                                |      | Gisela Ortiz             | 6. Oktober 2021 – 1. Februar 2022   |
| Kulturminister/in                                                |      | Alejandro Salas Zegarra  | seit 1. Februar 2022                |